# Arild Brinchmann
Arild Brinchmann (31 de gener de 1922 – 9 d'octubre de 1986) va ser un productor teatral, productor de cinema i director de teatre noruec.
Va néixer a Kristiania, fill del psicòleg i escriptor Alex Brinchmann. Va produir les pel·lícules Blodveien (1955), Ut av mørket (1958) i Høysommer (1958). Ut av mørket va participar al 8è Festival Internacional de Cinema de Berlín. Va crear el departament de teatre de la Norwegian Broadcasting Corporation, i va ser líder de Fjernsynsteatret de 1959 a 1967. Va ser director de teatre al Teatre Nacional de 1967 a 1978.